# Silja Okking
Silja Okking (født 9. december 1983 i Ystad) er en dansk skuespiller og tv-vært.

## Karriere
Okking har været på SommerSummarum i 2016 og 2017 og har arbejdet for DR Ramasjang siden 2011. Hun har også været vært på Mini-MGP i 2016, 2017 og 2018. I 2019 var hun vært ved Børnenes MGP 2019 sammen med Joakim Ingversen.

## Eksterne Henvisninger
- Silja Okking på Internet Movie Database (engelsk)
- Silja Okking på danskefilm.dk
- Silja Okking på danskfilmogtv.dk
- Silja Okking på danskefilmstemmer.dk

 Der er for få eller ingen kildehenvisninger i denne artikel, hvilket er et problem. Du kan hjælpe ved at angive troværdige kilder til de påstande, som fremføres i artiklen.